# Natacha Lindinger

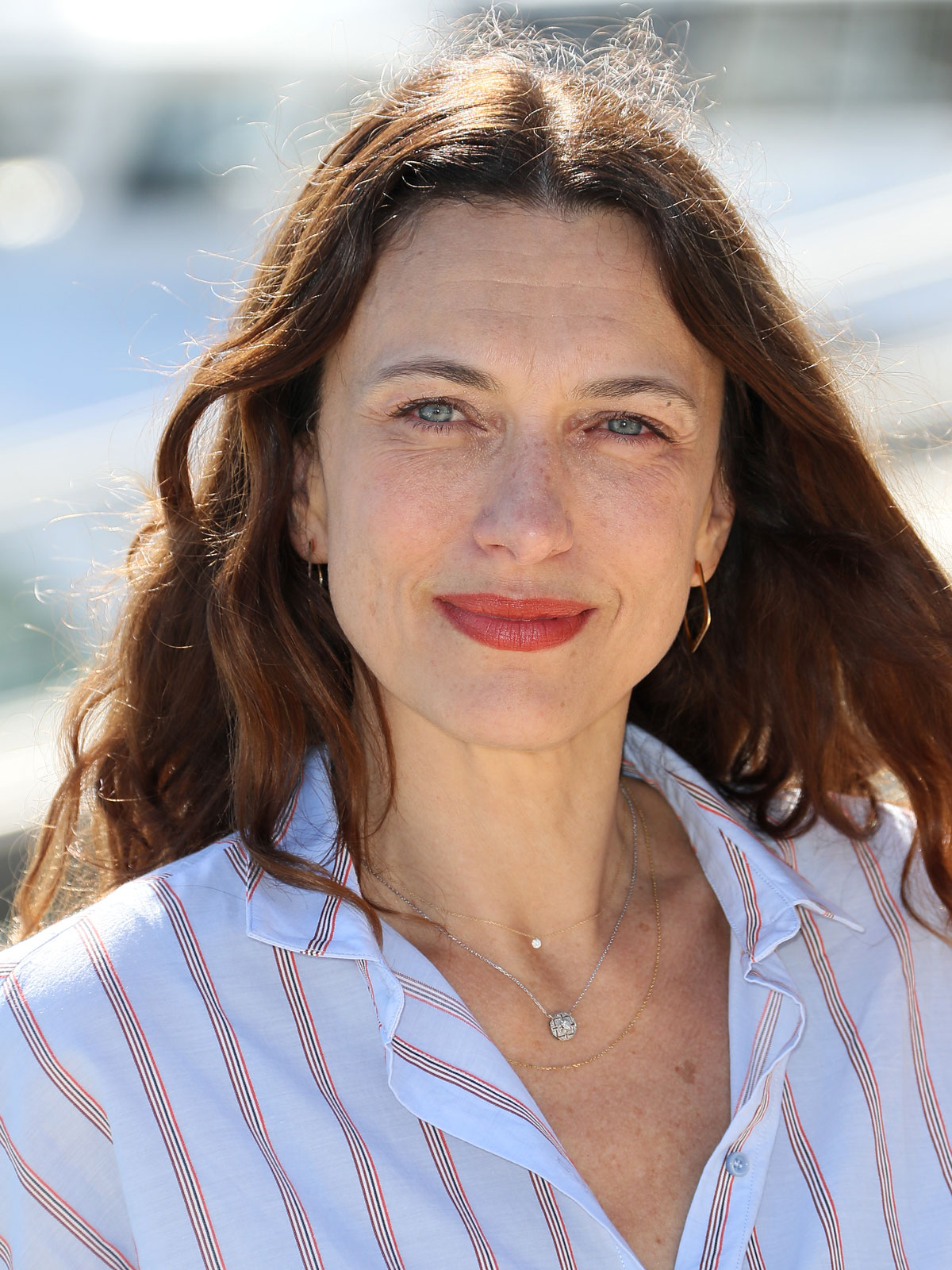
Natacha Lindinger

Natacha Lindinger (* 20. Februar 1970 in Paris) ist eine französische Schauspielerin.

## Leben und Karriere
Natacha Lindinger wurde von 1989 bis 1992 am Cours Florent zur Schauspielerin ausgebildet. Nach einigen Auftritten am Theater wurde sie für Film und Fernsehen entdeckt. So spielte sie 1997 in Double Team. 2009 verkörperte sie die Muse Misia Sert in Coco Chanel & Igor Stravinsky. 2021 spielte sie als „Micheline Pierson“ in der Komödie OSS 117 – Liebesgrüße aus Afrika. Insgesamt wirkte sie in 80 Film- und Fernsehproduktionen mit.

## Filmografie (Auswahl)
- 1992–1993: Nestor Burmas Abenteuer in Paris (Nestor Burma, Fernsehserie, 8 Folgen)
- 1995: Passion mortelle
- 1997: Double Team
- 2000: 20.13 – Mord im Blitzlicht
- 2007: Two Worlds – Zwischen den Welten (Les Deux Mondes)
- 2007: Das Vermächtnis der heiligen Lanze (La Lance de la destinée, Miniserie, 6 Folgen)
- 2008: Villa Marguerite
- 2008–2015: Hard (Fernsehserie, 30 Folgen)
- 2009: Coco Chanel & Igor Stravinsky
- 2009: Tod in der Zeitschleife (Hors du temps)
- 2010: 1788...et demi (Fernsehserie, 5 Folgen)
- 2013: La famille Katz (Fernsehserie, 6 Folgen)
- 2015: Papa Lumière
- 2015–2018: Agatha Christie: Mörderische Spiele (Les Petits Meurtres d’Agatha Christie, Fernsehserie, 4 Folgen)
- 2017: Les ex
- 2017: La veillée
- 2017: Kaboul Kitchen (Fernsehserie, 8 Folgen)
- 2017–2021: Sam (Fernsehserie, 38 Folgen)
- 2018: Der Palast des Postboten (L’incroyable histoire du facteur Cheval)
- 2018: La Fauten (Fernsehserie, 4 Folgen)
- 2021: OSS 117 – Liebesgrüße aus Afrika (OSS 117: Alerte rouge en Afrique noire)
- 2021: Je te promets (Fernsehserie, 6 Folgen)
- 2021: Germinal (Fernsehserie, 6 Folgen)
- 2022: Le Flambeau, les aventuriers de Chupacabra (Le Flambeau, Fernsehserie, 9 Folgen)
- 2022: Entre Ses Mains
- 2023: Avenir (Fernsehserie, 6 Folgen)
- 2024: Parents à perpétuité (Fernsehfilm)
- 2024: Sirènes (Fernsehfilm)